# Брусково-Велике
Брусково-Велике (пол. Bruskowo Wielkie, нім. Groß Brüskow) — село в Польщі, у гміні Слупськ Слупського повіту Поморського воєводства.
Населення — 346 осіб (2011).
У 1975-1998 роках село належало до Слупського воєводства.

## Демографія
Демографічна структура станом на 31 березня 2011 року:
|          | Загалом | Допрацездатний вік | Працездатний вік | Постпрацездатний вік |
| -------- | ------- | ------------------ | ---------------- | -------------------- |
| Чоловіки | 180     | 44                 | 128              | 8                    |
| Жінки    | 166     | 30                 | 112              | 24                   |
| Разом    | 346     | 74                 | 240              | 32                   |